# Axotomie
Axotomie bezeichnet den Prozess der (künstlichen) Nervendurchtrennung z. B. durch Schneiden. Die Tatsache, dass die Durchtrennung hierbei absichtlich herbeigeführt wird, unterscheidet die Axotomie von der Axonotmesis. 
Axotomie wird häufig in der neurobiologischen Forschung verwendet, um zum Beispiel die Regenerationsfähigkeit im Nervensystem zu untersuchen und Möglichkeiten zur Bekämpfung neurodegenerativer Krankheiten zu finden.
Durch Axotomie kann es in distaler Richtung zur Wallerschen Degeneration kommen.